# لاران علیا
لاران علیا (به کردی: لارانی ژوورن) روستایی از توابع بخش باینگان شهرستان پاوه در استان کرمانشاه ایران است.

## جمعیت
این روستا در دهستان شیوه‌سر قرار دارد و براساس سرشماری مرکز آمار ایران در سال ۱۳۸۵، جمعیت آن ۱۲۶ نفر (۲۸خانوار) بوده‌است. مردم لاران مردمی بسیار شجاع و منطقه روستا دارای آب و هوایی خوب است که در زمستان برف زیاد می‌بارد و در تابستان سر سبز و معتدل است. شغل عمده مردم دامداری و باغداری است که اغلب گردو. توت. آلوچه. گوسفند و بز. گاو. پرورش ماهی. پرورش مرغ است. عشایر لارانی در زمستان به روستاهای گرمسیری کلور. دریاب و ایمان می‌روند.